# Stazione di Sakura (Chiba)
La stazione di Sakura (佐倉駅?, Sakura-eki) è una stazione ferroviaria situata nella città di Sakura, nella prefettura di Chiba, in Giappone. La stazione è servita dalla linea principale Sōbu e dalla linea Narita della JR East.

## Linee e servizi
East Japan Railway Company
■ Linea principale Sōbu
■ Linea Narita

## Struttura
La stazione è dotata di due marciapiedi laterali con due binari passanti su viadotto.
| 1   | ■ Linea principale Sōbu                | per Yachimata, Narutō, Yōkaichiba e Chōshi           |
| 2   | ■ Linea Narita                         | per Narita, Sawara, Kashima-Jingū e Narita Aeroporto |
| 3-4 | ■ Linea principale Sōbu ■ Linea Narita | per Chiba e Tokyo                                    |

## Stazioni adiacenti
| «                     | Servizio                | »                     |
| Linea principale Sōbu | Linea principale Sōbu   | Linea principale Sōbu |
| --------------------- | ----------------------- | --------------------- |
| Monoi                 | Locale                  | Minami-Shisui         |
| Monoi ←               | Rapido                  | ← Yachimata           |
| Yotsukaidō            | Rapido pendolari        | Shisui                |
| Linea Narita          |                         |                       |
| Monoi                 | Locale Rapido Aeroporto | Shisui                |
| Yotsukaidō            | Rapido pendolari        | Shisui                |